# I'm Not a Robot (película)
I'm Not a Robot (en Neerlandés: Ik ben geen robot) es un cortometraje de ciencia ficción en holandés de 2023, escrito y dirigido por la cineasta neerlandesa Victoria Warmerdam.

## Sinopsis
La trama sigue a Lara, una productora musical que, tras fallar repetidamente en pruebas CAPTCHA, se ve inmersa en una crisis existencial que la lleva a cuestionar su propia humanidad y a explorar una realidad extraña y surrealista.

## Estreno
La película tuvo su estreno mundial en el Festival de Cine de los Países Bajos (Netherlands Film Festival) el 23 de septiembre de 2023, donde compitió en la categoría del Becerro de Oro (Gouden Kalf), uno de los reconocimientos más prestigiosos del cine neerlandés.

## Premios
El 23 de enero de 2025, fue nominado y ganadora del Mejor Cortometraje en la 97.ª edición de los Premios Óscar.
Antes de su triunfo en los Oscar, I'm Not a Robot  fue premiada en varios festivales internacionales, incluyendo el Méliès d'Argent al Mejor Cortometraje Europeo y galardones en eventos como el Festival Internacional de Cine Fantástico de Bucheon y el Festival Internacional de Cortometrajes de Palm Springs.

## Elenco
- Ellen Parren como Lara
- Henry van Loon como Daniel
- Thekla Reuten como Pam
- Juliette van Ardenne como Collega
- Asma El Mouden como Saar
- Sophie Höppener como el solicitante Billy
- Joep Vermolen como Klusjesman
- Sieger Sloot como medewerker de Klantenservice